# Залцах
Залцах (на немски: Salzach) е река в Австрия (провинции Залцбург и Горна Австрия) и Германия (провинция Бавария), десен приток на Ин (десен приток на Дунав). Дължина 225 km, площ на водосборния басейн 6704 km².
Река Залцах води началото си от езерото Конгслайтен, разположено на 2205 m н.в., в западната част на Кицбюлските Алпи, в крайната западна част на провинция Залцбург, Австрия. В горното и средното си течение тече в дълбока и тясна долина, в началото в източна посока между масива Висок Тауерн на юг и Кицбюлските Алпи на север. При град Санкт Йохан рязко завива, проломява Залцбургските Алпи и при град Залцбург навлиза в най-източната част на Швабско-Баварското плато, по което тече до устието си, като в този си участък служи за граница между Австрия и Германия. Влива се отдясно в река Ин (десен приток на Дунав), на 347 m н.в., при германското село Бергам.
На изток водосборният басейн на Залцах граничи с водосборните басейни на реките Траун и Енс (десни притоци на Дунав), на юг – с водосборните басейни на реките Драва (десен приток на Дунав) и Адидже (от басейна на Адриатическо море), а на запад и северозапад – с водосборните басейни на реките Алц, Гросе Ахе, Виндауер Ахе и Цилер (десни притоци на Ин). В тези си граници площта на водосборния басейн на Залцах възлиза на 6704 km² (25,65% от водосборния басейн на Ин). Основни притоци: леви – Залах (105 km); десни – Фушер Ахе (28 km), Гастайнер Ахе (40 km), Гросарлер Ахе (31 km), Фрицбах (31 km), Ламер (41 km).
Залцах има предимно снежно-дъждовно подхранване с ясно изразено лятно пълноводие в резултат от топенето на снеговете в Алпите и зимно маловодие. Среден годишен отток в устието 260 m³/sec, максимален 2500 – 2900 m³/sec.
Река Залцах е плавателна на около 85 km от устието си за плиткогазещи съдове, до град Халайн (южно от Залцбург), В миналото, преди развитието на железопътната мрежа, по нея се е транспортирал дървен материал и други стоки. По течението ѝ са изградени няколко малки ВЕЦ-ове..
По цялото си протежение долината на реката е гъсто заселена. По-големите селища са градовете:
- Австрия – Бишофсхофен, Халайн, Залцбург, Оберндорф бай Залцбург;
- Германия – Фрайласинг, Лауфен, Бургхаузен[1].